# Limbé (Haïti)
Pour les articles homonymes, voir Limbe.
Limbé (Lenbe en créole haïtien) est une commune d'Haïti située dans le département du Nord. La commune est le chef-lieu de l'arrondissement de Limbé.
Limbé est située à 220 kilomètres de la capitale Port-au-Prince.

## Géographie
La ville est située sur la rivière Limbé. Alors que la déforestation dévaste une grande partie du reste du pays, la vallée de la rivière Limbé est encore verdoyante et luxuriante.

## Démographie
La commune est peuplée de 77 574 habitants(recensement par estimation de 2009).

## Administration
La commune compte 6 sections rurales :
| - Tanmas - Haut-Limbé - Soufrière | - Ravine-des-Roches - Simalo - Camp-Coq (dont le quartier « Camp-Coq ») |

## Monuments et sites
Le Fort Dahomey (ou Fort Romain, ou Fort Crête-Rouge) fait partie d'une vingtaine d'ouvrages militaires construits sur le territoire d'Haïti après l'indépendance en 1804 : ce système défensif était dirigé contre un éventuel retour des Français, anciens maîtres de la colonie de Saint-Domingue. Les ruines du fort sont situées dans la section communale de Camp-Coq.

## Économie
L'économie locale repose sur la production du café, des bananiers, des manguiers et du riz.

## Équipements
La commune possède deux hôpitaux. L'un nommé Bon Samaritain qui travaille et recherche pour lutter contre le paludisme et l'autre "Saint Jean"
Limbé possède un musée, le Musée de Guahaba consacré à l'art Taino. Les Amérindiens appelaient ce lieu Guahaba avant qu'il ne prenne le nom de Limbé.

## Personnalités
- Philomé Obin (1892-1986), né au Limbé, peintre.
- Clément Benoit II, poète

## Galerie de photographies

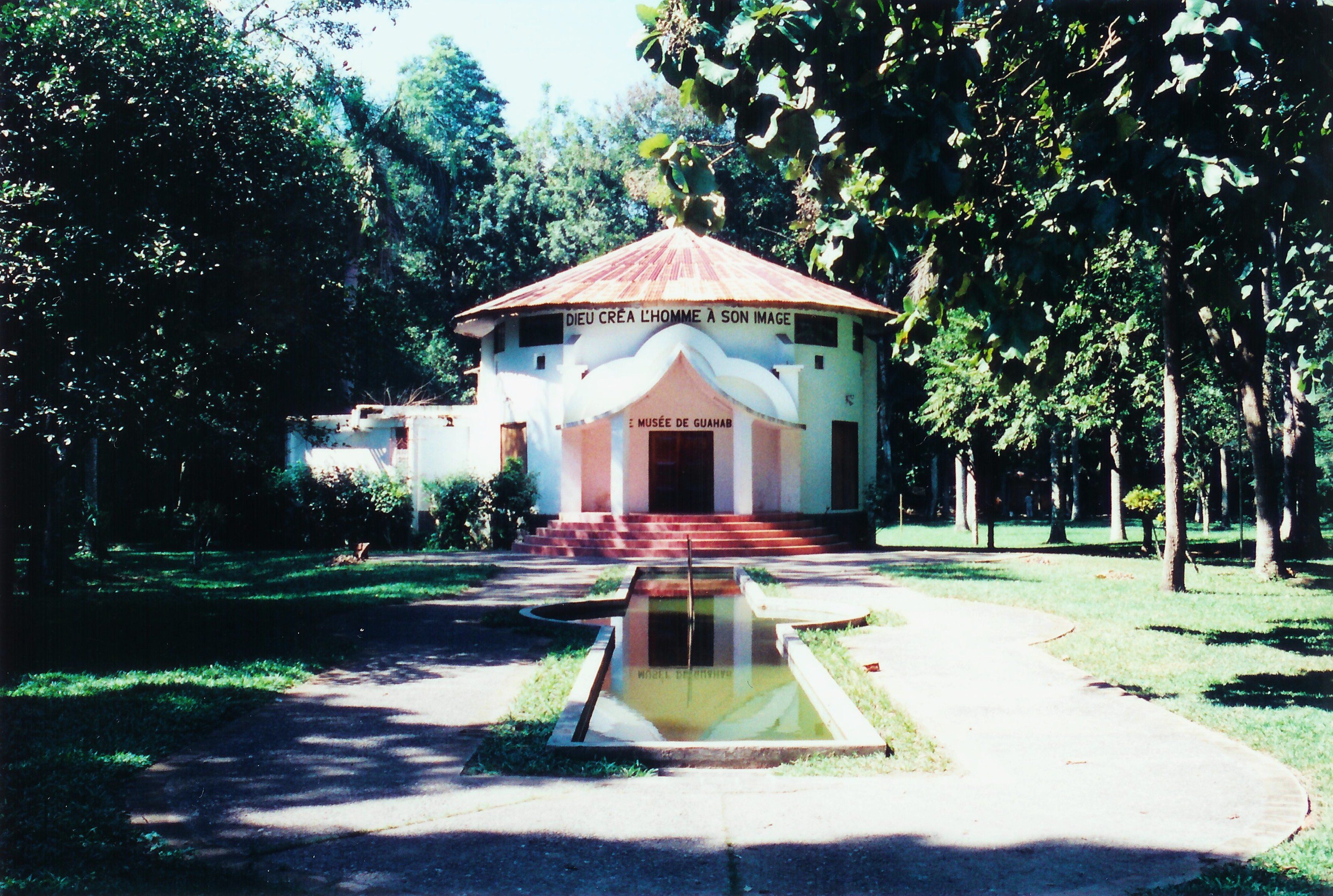
Musée de Guahaba à Limbé.
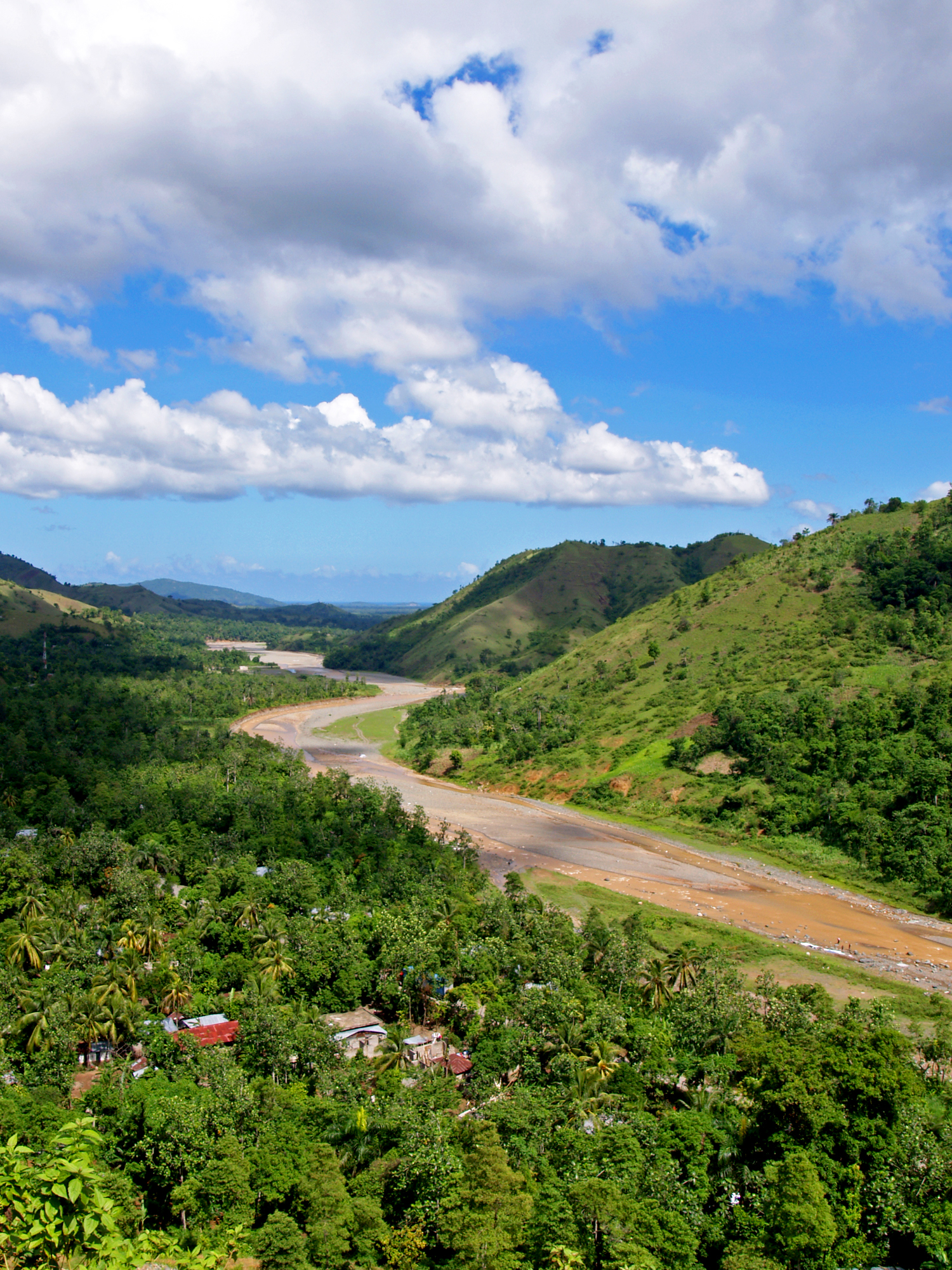
Rivière Limbé vue du Morne Bambou près de Camp Coq.